# Rada Wojskowa (URL)
Rada Wojskowa – organ władzy wojskowej umocowany w strukturze Ministerstwa Spraw Wojskowych Ukraińskiej Republiki Ludowej.

## Powołanie Rady i zadania
Rada Wojskowa powołana została w strukturach MSWojsk. w styczniu 1920 w zajętym przez wojska polskie Kamieńcu Podolskim. Do jej głównych zadań statutowych należało:
- opracowywanie projektów regulaminów instytucji wojskowych,
- rozwiązywania kwestii, które wychodzą poza kompetencje Referenta Wojskowego,
- rozwiązywania kwestii o charakterze wojskowym, wniesionych radzie przez Głównego Pełnomocnika,
- rozstrzyganie sporów kompetencyjnych i rozpatrywanie skarg wynikłych na gruncie rozporządzeń Referenta Wojskowego przy wprowadzaniu ich w życie.

16 marca zatwierdzona została Tymczasowa instrukcja o podziale pracy w Ministerstwie Spraw Wojskowych. Na jej podstawie Rada zobowiązana była do opiniowania wszelkich projektów ustaw, które dotyczyły „ustroju i życia wojska oraz wydatków na jego utrzymanie”.
Rozkazem Naczelnego Dowództwa Sił Zbrojnych Ukraińskiej Republiki Ludowej nr 8 z 13 lutego 1921 Rada Wojskowa została przeorganizowana w Wysoką Radę Wojskową, a na jej czele stanął gen. por. Mykoła Junakiw.

## Skład Rady
| Skład rady w 1920                  |                         |       |
| Stopień, imię i nazwisko           | Okres pełnienia funkcji | Uwagi |
| Przewodniczący rady:               |                         |       |
| gen. por. Wiktor Zelinski          | do 31 stycznia          |       |
| gen. por. Fedir Kołodij            | 1 Il – 20 IV            |       |
| gen. chor. Mykoła Kowal-Medzweckyj | 20 IV – 8 VIII          |       |
| gen. por. Mykoła Junakiw           | 8 VllI – 24 XII         |       |
| Członkowie rady                    |                         |       |
| ataman Iwan Kobza                  |                         |       |
| gen. por. Fedir Kołodij            |                         |       |
| gen. chor. Mykoła Kowal-Medzweckyj | od 16 marca             |       |
| ppłk Jewhen Moszynskyj             |                         |       |
| sot. Mychajlo Teleżynskyj          |                         |       |

W skład rady wchodzili też wszyscy naczelnicy wydziałów głównych ministerstwa. 20 kwietnia jej skład został uzupełniony o Głównego Prokuratora Wojskowego i naczelnika Wydziału Wojenno-Morskiego. 8 lipca w skład rady dodatkowo włączono trzech generałów-kwatermistrzów Sztabu Generalnego i zastępcę naczelnika Głównego Wydziału Personalnego. Funkcję sekretarza rady pełnił naczelnik Wydziału Prawnego.